# Удивительный мальчик
«Удивительный мальчик» — советский детский музыкальный приключенческий телефильм 1970 года режиссёров Александра Орлова и Леонида Пекура. Премьера фильма состоялась 1 января 1971 года по Первой программе Центрального телевидения СССР.

## Сюжет
Богач Бубнила, всеми способами выбивающий с горожан налоги, обнаруживает в лаборатории своего должника Арта, профессора всяческих наук, механическую игрушку — мальчика с прозрачными голубыми глазами. Он решает, что на этом изобретении он сможет заработать целое состояние.
Но скоро у богача появляется конкурент — коварный доктор Капа, приказывающий своим бандитам отыскать и похитить робота. Доктор возмечтал узнать принцип, по которому собран этот робот, и создать тысячу точно таких же мальчиков. Подручные теперь ему больше не нужны, так как один робот заменит десять гангстеров.

## В ролях
| Актёр              | Роль                                        |
| ------------------ | ------------------------------------------- |
| Никита Голубенцев  | мальчик (роль озвучила Мария Виноградова)   |
| Зане Лиелдиджа     | девочка Лона (вокал озвучила Алла Пугачёва) |
| Валентин Никулин   | профессор Арт                               |
| Валентин Гафт      | доктор Капа                                 |
| Юрий Саранцев      | богач Бубнила                               |
| Леонид Каневский   | боксёр Апперкот                             |
| Георгиос Совчис    | гангстер                                    |
| Александр Вигдоров | гангстер                                    |
| Сергей Малишевский | гангстер                                    |

## Песни за кадром
В фильме звучат восемь песен на музыку Эдуарда Артемьева и стихи Анатолия Наймана, пять из которых («Начинается наш рассказ», «Королевская дочь», «Развязала верёвки», «Шаг, шаг, ещё шажок», «Вот и кончился наш рассказ») исполнила начинающая и малоизвестная певица солистка Москонцерта Алла Пугачёва.
Из воспоминаний Александра Орлова:

«Экспресс-газета», 21 марта 2008 г., статья «Пугачёва — настоящая дьяволица!»
Как сейчас перед глазами картина: мы с композитором Эдуардом Артемьевым приехали на его стареньком «Запорожце» к ней на Крестьянскую заставу знакомиться. Она выпорхнула из подъезда — двадцатилетняя, рыжеволосая, в коротеньком платьице, на высоченных каблуках. И мы сразу с ней поехали к инструменту! Песни записывать для моего первого фильма «Удивительный мальчик». Он вышел в 1970 году. Через два года её голос звучал за кадром в другом моём фильме «Стоянка поезда две минуты».

журнал «Советский экран», № 18, 1978 г., статья «Женщина, которая поёт»
Лет девять назад, когда я снимал первую свою картину на телевидении, «Удивительный мальчик», нужно было написать в титрах: «Все песни в фильме исполняет Алла Пугачёва». Песен было много, — то мальчик, то девочка, то взрослые персонажи пели разными голосами малоизвестной тогда певицы. Кое-кто даже не поверил в подобное, другие спрашивали: «А кто же это такая?» Я, помню, подумал про себя, что скоро, возможно, подобных вопросов задавать не будут
Остальные песни из фильма: «Добрый день, день чудес!», «Все равно полиции», «Песенка гангстеров».

## Съёмочная группа
- Режиссёры-постановщики: Александр Орлов, Леонид Пекур
- Авторы сценария: Оскар Волин, Игорь Виноградский, Александр Орлов
- Оператор-постановщик: Георгий Криницкий, Александр Панкратов
- Композитор: Эдуард Артемьев
- Автор текста песен: Анатолий Найман
- Исполнительница песен: Алла Пугачёва